# Tatiana Kuznetsova
Tatiana Dmitrijevna Kuznetsova  (ryska: Татьяна Дмитриевна Кузнецова), född 14 juli 1941 i Moskva, Sovjetunionen, död 28 augusti 2018, var en rysk sovjetisk kosmonaut. I december 1961 godkände sovjetregeringen valet av kvinnor till kosmonaututbildning, med den uttalade avsikten att säkerställa att den första kvinnan i rymden var en sovjetisk medborgare och Kuznetsova var den yngsta person som någon gång valts ut till ett statligt rymdprogram.

## Biografi
År 1958 slutförde Kuznetsova sin gymnasieutbildning och följande år började hon studera typografi och stenografi. Hennes första anställning 1959, var som stenograf vid ministeriet för radioelektronikindustrin i Moskva, följt av sekreterartjänster vid andra statliga forskningsinstitut. År 1958 började hon som tonåring med fallskärmshoppning som en hobby och 1961 blev hon regional och nationell mästare, för att år 1964 bli fallskärmsinstruktör.
I februari 1962 utvaldes Kuznetsova från över 400 sökande till en grupp av fem kvinnliga kosmonauter som utbildades för en ensam rymdflygning i en Vostok rymdfarkost. Även om hon var endast 20 år gammal ledde hennes utbildning och erfarenhet av fallskärmshoppning rekryterarna till att välja henne för sitt kosmonautprogram. I början av hennes träning var Kuznetsova favorit till att bli den första kvinnan i rymden, men i slutet av sommaren 1962 ledde några misslyckanden i det fysiskt och mentalt hårda förberedelseprogrammet till att hon togs bort från träningen.
Trots hennes tidigare svårigheter återkallades Kuznetsova till kosmonaututbildning i januari 1965 för att förbereda sig för rymdflygning i ett Voskhod 5-uppdrag med två kvinnor, men projektet avbröts innan hon fick någon chans att flyga. Kuznetsova lämnade 1969 slutgiltigt kosmonautprogrammet när det blev klart att kvinnor inte skulle ingå i kommande sovjetiska rymduppdrag. Hon stannade dock på träningscentret och arbetade med geofysiska experiment och studier. Från 1979 tjänstgjorde hon i sovjetiska flygvapnets reserv och steg till graden överstelöjtnant innan han avgick med pension 1991.